# روبن گالستیان
روبن استپانی گالستیان (ارمنی: Ռուբեն Ստեփանի Գալստյան؛ زادهٔ ۱۹ آوریل ۱۹۱۸ ) سیاستمدار اهل ارمنستان بود که از تاریخ ۱۹۷۴ تا تاریخ ۱۹۸۵ سمت وزیر کار و امور اجتماعی ارمنستان شوروی را برعهده داشت.

## زندگی‌نامه
در ۱۹ آوریل ۱۹۱۸ در روستای ساناهین به دنیا آمد .  تاریخ درگذشت وی نامعلوم است.